# Бордзиловский, Антон Викентьевич
Антон Викентьевич Бордзиловский (1876, Российская империя, Пермь — 1962, США, Принстон) — русский военачальник, генерал-лейтенант. Участник Белого движения в годы Гражданской войны.

## Биография
Происходил из дворян  Могилевской губернии.
Выпускник Сибирского кадетского корпуса (Омск, 1895 год) и Константиновского артиллерийского училища (1898 год).
Во время Первой мировой войны служил начальником охраны императорского дворца в Гатчине.

### Гражданская война
С июня 1918 года служил помощником командира Тобольского добровольческого отряда, и, затем, 6-го Степного Сибирского стрелкового полка в составе войск Временного Сибирского правительства.
В январе — сентябре 1919 года командовал 25-м Тобольским Сибирским стрелковым полком в составе 7-й Сибирской стрелковой дивизии Южной группы Сибирской армии адмирала А. В. Колчака. Был произведен в подполковники. Полк Бордзиловского, действовавший на архангельском направлении в районе Печоры, был участником встречи 21 марта 1919 года у местечка Усть-Кожвы между сибирскими и архангельскими белыми соединениями. Постоянные связи и согласованные действия между северными и восточными войсками белых, несмотря на это, так и не установились.
С 3 сентября по 17 октября 1919 года командовал 7-й Тобольской Сибирской стрелковой дивизией, которая действовала в составе Тобольской группы генерала М. Е. Редько. За боевые отличия во время наступления на Тобольск, 17 октября был произведен в генерал-майоры лично Верховным главнокомандующим адмиралом Колчаком.
С 20 ноября 1919 года командовал Северной группой войск в составе 14-й Сибирской, 15-й Воткинской, 7-й Тобольской Сибирской стрелковой дивизий, входящих в состав 2-й армии — вместо казненного генерала П. П. Гривина. В 1920 году командовал 3-й Иркутской стрелковой дивизией в составе 2-го стрелкового корпуса под командованием генерала И. С. Смолина.
В 1921 году, проходя службу в Дальневосточной армии, командовал гарнизоном Спасска и 1-й стрелковой бригадой. Присвоено звание генерал-лейтенанта. 11 мая 1922 года занимал должность помощника командира 2-го стрелкового корпуса.

### В эмиграции
В эмиграции сначала проживал в Китае, где в 1924—1930 годах состоял в Харбине председателем Общества кадетов-сибиряков и Офицерского союза в составе РОВС. В это время являлся одним из лидеров русской военной эмиграфии в Маньчжурии. Затем переехал в Шанхай, а потом — в США, где стал начальником отделения РОВС. Старший артиллерийской группы Союза служивших в Российской армии и флоте. Председатель артиллерийского кружка. Член Кадетского объединения в восточной зоне США.
Похоронен на Галлиполийском кладбище в монастыре Новое Дивеево под Нью-Йорком.

## Награды
- За военные заслуги 6 апреля 1920 года был награждён орденом Святого Георгия 4-й степени.
- 30 августа 1920 года приказом по Дальневосточной армии был награждён знаком отличия военного ордена «За Великий Сибирский поход».